# Odewald & Compagnie
Die Odewald & Compagnie Gesellschaft für Beteiligungen mbH und die Schwestergesellschaft Odewald KMU Gesellschaft für Beteiligungen mbH sind zwei deutsche Private-Equity-Unternehmen mit Sitz in Berlin.

## Hintergrund
Das Unternehmen wurde 1996 von Jens Odewald gegründet. Dieser schied 2010 aus dem operativen Geschäft aus, ist der Gesellschaft aber weiterhin als Aufsichtsratsmitglied verbunden. Odewald & Compagnie verwaltet Fonds institutioneller und privater Investoren, zu den Kapitalgebern gehören u. a. Versicherungsgesellschaften und Vermögensverwaltungsgesellschaften. Publikumsfonds gehören nicht zum Portfolio. Zwischen 1996 und 2012 wurde über 1 Mrd. Euro in deutsche mittelständische Unternehmen investiert. Das Unternehmen galt als einer der aktivsten Private-Equity-Investoren im deutschen Mittelstand; ab 2015 zog sich jedoch die Gesellschaft aus dem ursprünglichen Mittelstandsgeschäft schrittweise zurück und konzentrierte sich auf das Geschäft mit kleinen und mittleren Unternehmen der Odewald KMU.

## Portfolio-Unternehmen (Auswahl)
- Tuja Holding (Zeitarbeitsagentur, 2004–2006)
- Süddekor (Holzdekorationen, 2004–2007)
- Zehnacker (Facility Management, 2004–2008)
- Trans-o-flex (Transportdienstleister, 2005–2007)[4]
- BOA Group (Zulieferer der Auto- und Raumfahrtindustrie (ehemals Flexible Solutions Group), 2005–2010)
- Westfalia Automotive (Fahrzeugteile, 2006–2011)
- Oystar Holding (Verpackungsindustrie, seit 2007)
- Tempton (Personaldienstleistung, seit 2007)
- SaarGummi (Automobilzulieferer, 2007–2011)
- Walter Services (Outsourcing-Dienstleistungen, 2008–2011)
- Scholpp-Konzern Dienstleister für die Verlagerung und Montage von Industrieanlagen